# Fernando de Castro (señor de Paul do Boquilobo)
Fernando de Castro ( c. 1380-Frente al cabo de San Vicente, abril de 1440) fue un noble, diplomático y militar portugués del siglo XV. Fernando de Castro ostentó el título de primer señor de Paul do Boquilobo, fue miembro del consejo real del rey Juan I de Portugal y gobernador de la casa del príncipe Enrique el Navegante. 

## Familia
Dom Fernando de Castro fue miembro de la poderosa Casa de Castro. Su padre era Pedro de Castro, Señor de Cadaval (hijo de Álvaro Pires de Castro) y su madre Leonor Telo de Meneses (hija de D. João Afonso Telo, 1.er Conde de Ourém). Fernando de Castro es descrito por el cronista Rui de Pina como un hombre de "sangre noble, prudente, de buenos consejos y buenas propiedades".

## Primeros años
Fernando de Castro fue miembro del consejo real del rey  Juan I de Portugal, y fue nombrado por él como gobernador de la casa del príncipe Enrique el Navegante. A veces se conoce a Fernando de Castro o Velho ('el viejo'), para distinguirlo de su primo menor y tocayo, Fernando de Castro o Moço ('el niño') o o Cegonho ('la cigüeña'), que se convirtió en gobernador de la casa del príncipe Fernando el Santo por la misma época.
Junto con su hermano mayor Juan de Castro (II señor de Cadaval), D. Fernando participó en la Batalla de Ceuta en 1415. Se decía que los hermanos Castro eran los principales impulsores de la expulsión de los ciudadanos musulmanes de la ciudad.
En 1416, Fernando de Castro fue enviado por el rey Juan I de Portugal como embajador de Portugal en el Concilio de Constanza. En abril de 1423, Fernando de Castro encabezó la delegación portuguesa en la corte de Ávila del rey Juan II de Castilla, para presenciar la demorada ratificación de la paz de 1411 entre Portugal y Castilla . 

## Expedición a la Gran Canaria
En el año de 1424, presintiendo que la Corona de Castilla perdía el interés en las Islas Canarias, el príncipe Enrique decidió emprender una expedición armada para apoderarse de las islas deshabitadas de ese archipiélago. La gran fuerza expedicionaria portuguesa, compuesta por 2.500 infantes y 120 caballeros, liderada por Fernando de Castro, terminó siendo un fiasco: al desembarcar en Gran Canaria, la fuerza expedicionaria se enfrentó a una feroz resistencia por parte de los aborígenes guanches y no pudo avanzar más allá de la playa. Al darse cuenta, demasiado tarde, de que no tenía las suficientes provisiones para tantas tropas en la playa (solo se podía conseguir agua dulce al interior), Fernando de Castro canceló la expedición y regresó a Portugal. Pronto Castilla presentó una severa protesta y no volvió a haber intento portugués de apoderarse de las islas.
A pesar del fracaso que significó la empresa canaria, en 1432 Fernando de Castro fue enviado nuevamente a Castilla en una misión diplomática, esta vez para ratificar el tratado de paz de 1431. En febrero de 1432, Juan I le concedió a Castro la bailía (sesmaria) de Paul de Trava (cerca de Santarém). En 1434 canjeó esa posesión por el señorío de Paul do Boquilobo, (cerca de Golegã). Fernando de Castro también fue señor de Ançã, São Lourenço do Bairro y Alcalde Mayor de Covilhã. Fue por estos tiempos que Fernando de Castro también se desempeñó como regedor en la Casa do Cível (tribunal inferior de apelaciones) en Lisboa.

## Tánger y muerte
D. Fernando de Castro participó en la desastrosa expedición a Tánger en 1437, dirigida por el príncipe Enrique el Navegante. Como gobernador de la casa del príncipe Enrique, Castro encabezó la compañía de caballeros y escuderos de la casa de Enrique, llevando consigo a sus propios hijos Álvaro de Castro y Henrique de Castro. En el asedio de Tánger, Fernando de Castro comandó el ala derecha de las fuerzas expedicionarias portuguesas. El asedio terminó en desastre: en octubre de 1437 las fuerzas marroquíes Marinid emboscaron a las fuerzas portuguesas en su campo de asedio y las sometieron al bloquear la llegada de comida. Con el fin de preservar a su ejército de la destrucción, Enrique negoció un tratado para devolver Ceuta a los marroquíes, entregando a su propio hermano, Fernando el Príncipe Santo como garantía hasta que se cumpliera el tratado. Castro se encargó de regresar las tropas a Portugal, mientras Enrique partió a Ceuta.
Sin embargo, las Cortes Portuguesas se negaron a ratificar el tratado, prefiriendo retener Ceuta y dejar a Fernando en cautiverio marroquí. Pero en 1440, y sin tener en cuenta a las cortes, el nuevo regente portugués Pedro de Coímbra decidió cumplir el tratado y cambiar Ceuta por su hermano encarcelado. Encargó a Fernando de Castro, uno de los diplomáticos con más experiencia, al frente de la operación. Castro conduciría una flota a Ceuta y exigiría a su gobernador, Fernando de Noronha, que la entregara, además de preparar la evacuación de la ciudad y su posterior entrega a los mainíes. Mientras tanto, una misión dirigida por Gomes Eanes y Martim de Távora debía viajar a Arcila para recibir a Fernando una vez fuera liberado del poder de Abu Zakariya Yahya al-Wattasi, gobernador del palacio mariní de Fez (llamado Lazeraque por los cronistas portugueses).
Se dice que Fernando de Castro fantaseaba abiertamente con que el infante Fernando una vez fuera liberado pudiera casarse con su propia hija, por lo cual preparó una costosa expedición, llenando los barcos de galas de banquete, un séquito de nobles y una fuerza de guardaespaldas conformada por 1200 soldados. La flotilla de Castro partió de Lisboa en abril de 1440 o 1441 (se discute la fecha exacta). Sin embargo, al dar vuelta en el cabo de San Vicente, el barco líder, que transportaba a Castro, fue interceptado y dominado por corsarios genoveses . Fernando de Castro murió en el enfrentamiento con los piratas, quienes saquearon el barco y huyeron antes de que los demás barcos llegaran al rescate. Exista cierta sospecha de que Noronha (quien estaba en contra del intercambio) envió a los piratas a sabotear la misión.
La flota portuguesa hizo escala en Tavira y enterró a Fernando de Castro en el claustro franciscano local. Al enterarse de la noticia de la muerte de Castro, Pedro de Coímbra instruyó al hijo de Fernando de Castro, Álvaro de Castro, para que se hiciera cargo de las credenciales de su padre y cumpliera la misión en Ceuta. Finalmente, las negociaciones con Abu Zakariya fracasaron y Ceuta no se evacuó; Fernando el Santo murió en cautiverio en 1443.

## Descendencia
Fernando de Castro se casó dos veces:
- Primer matrimonio (c. 1415) con Isabel de Ataíde (hija de Martim Gonçalves de Ataíde, alcaide-mór de Chaves ), unión de la cual nacieron:

1. D. Álvaro de Castro, primer conde de Monsanto
2. D. Henrique de Castro, Prior de Crato
3. D. García de Castro, 2.º Señor de Paúl de Boquilobo
4. D. Maria de Castro, casada con Álvaro de Sousa, Señor de Miranda, alcaide-mór de Arronches y mordomo-mor de Afonso V de Portugal
5. D. Isabel de Castro, casada con Duarte de Menezes, 3er Conde de Viana
6. D. Catarina de Castro, se casó con Álvaro Vaz de Almada, 1.er Conde de Avranches, luego se volvió a casar con Martinho de Ataíde, 1.er Conde de Atouguia

- Segundo matrimonio con Mécia de Sousa, unión de la cual nacieron:

1. D. Violente de Castro, Señora de Mafra
2. D. Margarida de Castro, casada con Jean de Neufchâtel, señor de Montagu-Fontenoy.